# Paul Nagy
Paul Nagy (en hongrois Nagy Pàl), né le 23 août 1934 à Salgótarján (Hongrie) est un typographe, écrivain, traducteur, éditeur et artiste hongrois vivant en France. Disciple de l'artiste et écrivain constructiviste hongrois Lajos Kassak, il est notamment avec le typographe hongrois Tibor Papp le cofondateur de la revue littéraire d'avant-garde Magyar Mühely. Il est également cofondateur avec Tibor Papp et l'auteur Belge Phillipe Dôme de la revue et maison d'édition D'atelier. Il est un contributeur régulier de la revue littéraire Change. Il a conceptualisé avec Tibor Papp le principe littéraire et typographique de "surédition".

## Biographie
Paul Nagy naît le 23 août 1934 à Salgótarján dans une famille bourgeoise protestante. En 1956, victime de la répression pendant l'insurrection de Budapest, il fuit son pays natal pour la France. Il étudie à la Sorbonne et obtient en 1962 un certificat d’aptitude à l’enseignement du français à l’étranger. Pour subvenir à ses besoins, il travaille avec Tibor Papp dans un atelier d'imprimerie, qu'ils utilisent en dehors des horaires d'ouvertures pour y inviter des auteurs à co-produire des œuvres littéraires et typographiques.
Avec d'autres artistes et auteurs hongrois réfugiés en France, notamment Tibor Papp, il publie de 1962 à 1990 en France la revue littéraire et artistique en langue hongroise Magyar Mühely,. 
En 1972, il co-fonde avec Tibor Papp et Phillipe Dôme la revue et maison d'édition D'atelier, qui reçoit notamment les contributions littéraires de Jean Paris, Jacques Roubaud, Bruno Montels, Michel Deguy et Gérard de Cortanze.
Il fait la connaissance de Jacques Derrida, avec qui il noue une relation amicale. Derrida recommande Paul Nagy par lettre à l'Académie Hongroise en 1997, étant impressionné par ses œuvres philosophiques, graphiques, littéraires et poétiques.
Il co-fonde en 1987 la revue artistique sur VHS p'ART.
Il reçoit en 2000 le prix de littérature hongroise Attila Joszef.

### Ouvrages
- Longues année, espoir, 1964.
- Les fainéants de Hampstead, 1968.
- Les fainéants de Hampstead, Denoël, 1969.
- Monologium, 1971.
- SadisfactionS (en français), 1967.
- Modernité - littérature actuelle, 1978.
- Homo flash, 1978.
- Journal In-Time, 1974-1984, 1984.
- Journal In-Time 1984-1994, éditions d’atelier, Paris, 1994.

- La vie qui m'a vécu, L'Harmattan, 2007.
- Une francophonie millénaire, Honoré Champion, Paris, 2016.

### Expositions individuelles
- 1999, Galerie Czóbel, Hatvan.

### Expositions Collectives
- 1977, Littérature à l'épreuve, Centre Georges Pompidou, Paris.
- 1978, Littérature à l'épreuve, Le Havre.
- 1978, Littérature à l'épreuve, Fondation Nationale des Arts Graphiques et Plastiques, Paris.
- 1979, One World Poetry, Amsterdam.
- 1980, Présence Paris – Budapest, Palais du Luxembourg, Paris
- 1980, Ecritures, Fondation Nationale des Arts Graphiques et Plastiques, Paris.
- 1981, Signe-écriture-image-son, Galerie Trans/form, Paris.
- 1982, Livres d'art et d'artistes, Galerie NRA, Paris.
- 1982, Hommage à la Patrie, Galerie Műcsarnok, Budapest.
- 1983, Où poser sa voix?, Centre Georges Pompidou, Paris.
- 1984, Le Trou Noir, Paris.
- 1985, L'images des mots, Centre Georges Pompidou, Paris.
- 1986, Polyphonix 10, Galerie Lara Vinci, Paris.
- 1986, Hommage à la révolution hongroise de 1956, Neuilly-sur-Seine.
- 1987, Hommage à Kassák, Budapest.
- 1988, Flag, São Paulo.
- 1988, Xe Festival Européen de Poésie, Poésie et Image, Louvain.
- 1988, Fixed Ideas, Szolnok.
- 1988, Post-Art International Exhibition of Visual/Experimental Poetry, San Diego.
- 1988, Mostra Internationale de Poésie Visuelle, São Paulo.
- 1989, Rencontres Internationales de Poésie, Tarascon.
- 1989, Szabad terület, Rencontres de Magyar Műhely, Szombathely.
- 1990, Graphic design, Bruxelles.
- 1991, Intouchable, Hommage à Rimbaud, Marseille.
- 1992, Images de sources éléctroniques, Paris.
- 1993, Hommage à Hermész, Keszthely.
- 1993, (Pré)texte à voir, Espace Donguy Galerie, Paris
- 1993, All about the Fox, Hildesheim.
- 1994, International 100% Recycle Art Show, Matsuyama.
- 1995, Hommage à Moholy-Nagy, Musée Hongrois de la Photographie, Kecskemét
- 1995, Nemzetközi Vizuális Költészeti Kiállítás, Keszthely.
- 1995, International Mini-Print Triennial, Tokyo.
- 1996, Bibliothèque Départementale Balassi Bálint, Salgótarján
- 1996, Ars poetica, Kaposvár.
- 1997, Exposition Internationale du Livre-Objet, Győr.
- 1998, Hommage à Dick Higgins, Centro Nationale di Dramaturgia, Rome.
- 1998, Hommage à Dick Higgins, Winter Europa Festival, Ferentino.
- 1999, Groteszk 4, Kaposvár.
- 1999, Hommage à Dick Higgins, Musée Ernst, Budapest.

### Vidéos
- Sécuritexte (1980)
- Le Trou Noir (1984)
- Métro-police (1985)
- Sans clignoter (1986)
- Amaryllis (1986)
- Tapis roulant (avec Katalin Molnár, Bruno Montels, Sandra Sarrazin, 1988)
- Téléphone (1988)
- Anatomie d'une voyelle (1989)
- Intimex (1989)
- Szkodok (1991)
- Secret (1992)
- Autodafé (avec Bruno Montels, 1995)
- Autodafé 2 (avec Bruno Montels, 1995)
- Sortez votre visage d'ici ! (avec István Loránd, 1996)
- Le Disque de Phaïstos (1997)